# Beji (Tulung)
Beji is een bestuurslaag in het regentschap Klaten van de provincie Midden-Java, Indonesië. Beji telt 1326 inwoners (volkstelling 2010).